# Санкт-Галлен
Санкт-Галлен (нім. Sankt Gallen, алем. Sanggale [saŋ.ˈg̊ːalə]) — місто в східній частині Швейцарії, столиця кантону Санкт-Галлен, виборчий округ Санкт-Галлен. Місто розташоване неподалік від Боденського озера, на висоті приблизно 700 метрів над рівнем моря і є одним з найвисокогірніших міст Швейцарії.
Виник довкола бенедиктинського монастиря св. Галла. Монастирські будівлі з барочним залом бібліотеки входять до складу світової спадщини ЮНЕСКО.
Місто засноване в VII столітті і є культурним та економічним центром східної Швейцарії. Сучасне місто включає до свого складу старий міський квартал (до 1798 — імперське місто і Республіка Санкт-Галлен) і низку навколишніх сіл (Гафнерсберг, Ротмонт, Бругга, Лахен, Санкт-Фіден тощо), що раніше належали до комун Штраубенцелль і Таблат і включених до складу міста в 1918 році.
Герб міста Санкт-Галлен — зображення ведмедя, що стоїть на задніх лапах, із золотим намистом. Імператор Фрідріх III в 1475 році дозволив місту прикрасити ведмедя на міському гербі золотим намистом в подяку за підтримку у війнах з Бургундією.

## Географія
Місто розташоване в долині річки Штайнах, що впадає в Боденське озеро, між двома паралельними височинами — Розенберг на півночі і Фройденберг на півдні. При сприятливих погодних умовах з пагорбів Фройденберг, де розташована приміська зона відпочинку, відкривається вид на Боденське озеро і південь Німеччини.
Через специфічний рельєф Санкт-Галлен називають «містом тисячі сходів», оскільки безліч сходів ведуть з центру міста до Розенбергу і Фройденбергу.
Велика частина міста побудована на нестійкому торф'яному ґрунті з близьким заляганням ґрунтових вод. Тому багато будівель у центрі міста (в тому числі головний вокзал і поштамт) побудовані на дубових палях.
Місто розташоване на відстані близько 155 км на схід від Берна.
Санкт-Галлен має площу 39,4 км², з яких на 40,8 % дозволяється будівництво (житлове та будівництво доріг), 29 % використовуються в сільськогосподарських цілях, 28,5 % зайнято лісами, 1,8 % не є продуктивними (річки, льодовики або гори).

## Демографія
2019 року в місті мешкало 76 090 осіб (+4,3 % порівняно з 2010 роком), іноземців було 31,5 %. Густота населення становила 1932 осіб/км².
За віковим діапазоном населення розподілялося таким чином: 18,1 % — особи молодші 20 років, 64,1 % — особи у віці 20—64 років, 17,8 % — особи у віці 65 років та старші. Було 37323 помешкань (у середньому 2 особи в помешканні).
Із загальної кількості 83 411 працюючого 183 було зайнятих в первинному секторі, 11 861 — в обробній промисловості, 71 367 — в галузі послуг.

## Економіка
Санкт-Галлен є економічним центром Східної Швейцарії. Тут розташовано кілька великих страхових компаній і банків (Банк кантону Санкт-Галлен, Райффайзен-банк, Фадіан-банк). Економічний університет Санкт-Галлена здійснює підготовку кадрів для фінансової сфери. У 2005 році на території міста було зареєстровано 4738 комерційних фірм. Понад 85 % підприємств у місті діють у сфері побутового обслуговування, торгівлі та інформаційних технологій. У місті також розвинена текстильна промисловість. Важливе значення має також культурний і діловий туризм. 41 % туристів (за даними 2006 року) становлять туристи з-за кордону, в основному з Німеччини і США.

## Транспорт
Автострада А1 сполучає Санкт-Галлен з Санкт-Маргретеном, Цюрихом, Берном та Женевою. У 1987 році була відкрита міська автомагістраль, яка спрямовує рух через два тунелі (Розенберзький і Штефаншорнський) практично безпосередньо під міським центром.
Аеропорт Санкт-Галлена-Альтенрайна, біля Боденського озера, забезпечує регулярні авіаперевезення до Відня та інших міст.
Залізнична станція Санкт-Галлен обслуговує Швейцарські федеральні залізниці, з якої щопівгодини прямують потяги InterCity до Цюриху та міжнародного аеропорту Цюрих. Санкт-Галлен є хабом багатьох приватних залізниць, таких як Südostbahn (SOB), що сполучає Санкт-Галлен з Люцерном, «Appenzeller Bahnen» сполучає з Аппенцеллем та Trogenerbahn до Трогена, який також служить трамваєм у центрі міста.
Місто має розвинену автобусну та тролейбусну мережу. Фунікулер Мюлеггбан сполучає з передмістям Санкт-Георген. До 1957 року в Санкт-Галлен також був трамвай — трамвай Санкт-Галлен. Агломерацію також обслуговує міська електричка Санкт-Галлена.

## Клімат
Санкт-Галлен знаходиться в помірній кліматичній зоні з мінливим режимом погоди, залежать від напрямку вітру. При північному або північно-східному вітрі (особливо в осінньо-зимовий період) настає холодна погода, в більшості випадків з густим туманом, утворення якого сприяє близькість Боденського озера. Взимку в місті випадають опади у вигляді снігу, який може лежати в затінених місцях до квітня.
Влітку в місті часті тривалі опади у вигляді дощу, в тому числі вечірні грози. Південний вітер приносить в місто сонячну і теплу погоду. При південному вітрі температура повітря може підніматися по 10 °C і більше за кілька годин.
| Клімат Ст. Галлену (1981–2010)             | Клімат Ст. Галлену (1981–2010) | Клімат Ст. Галлену (1981–2010) | Клімат Ст. Галлену (1981–2010) | Клімат Ст. Галлену (1981–2010) | Клімат Ст. Галлену (1981–2010) | Клімат Ст. Галлену (1981–2010) | Клімат Ст. Галлену (1981–2010) | Клімат Ст. Галлену (1981–2010) | Клімат Ст. Галлену (1981–2010) | Клімат Ст. Галлену (1981–2010) | Клімат Ст. Галлену (1981–2010) | Клімат Ст. Галлену (1981–2010) | Клімат Ст. Галлену (1981–2010) |
| Показник                                   | Січ.                           | Лют.                           | Бер.                           | Квіт.                          | Трав.                          | Черв.                          | Лип.                           | Серп.                          | Вер.                           | Жовт.                          | Лист.                          | Груд.                          | Рік                            |
| Середній максимум, °C                      | 2,5                            | 3,3                            | 7,3                            | 11,5                           | 16,3                           | 19,2                           | 21,6                           | 20,9                           | 16,8                           | 12,3                           | 6,5                            | 3,5                            | 11,8                           |
| Середня температура, °C                    | −0,3                           | 0,4                            | 3,9                            | 7,4                            | 12,0                           | 15,0                           | 17,2                           | 16,8                           | 13,1                           | 9,1                            | 3,7                            | 0,8                            | 8,3                            |
| Середній мінімум, °C                       | −3                             | −2,5                           | 0,6                            | 3,5                            | 7,8                            | 11,0                           | 13,1                           | 13,0                           | 9,7                            | 6,2                            | 1,0                            | −1,9                           | 4,9                            |
| Середня кількість сонячних годин на місяць | 59                             | 79                             | 120                            | 152                            | 177                            | 184                            | 219                            | 199                            | 145                            | 100                            | 59                             | 43                             | 1535                           |
| Норма опадів, мм                           | 59                             | 57                             | 84                             | 100                            | 143                            | 153                            | 172                            | 164                            | 135                            | 89                             | 88                             | 80                             | 1324                           |
| Днів з опадами                             | 10,4                           | 9,1                            | 12,6                           | 11,8                           | 13,7                           | 13,8                           | 13,8                           | 12,9                           | 11,5                           | 9,8                            | 10,5                           | 11,5                           | 141,1                          |
| Днів зі снігом                             | 7                              | 6,6                            | 5,5                            | 2,1                            | 0,2                            | 0,0                            | 0,0                            | 0,0                            | 0,0                            | 0,3                            | 3,6                            | 6,5                            | 31,8                           |
| Вологість повітря, %                       | 84.1                           | 81.7                           | 76.9                           | 75.5                           | 74.5                           | 75.4                           | 74.4                           | 78.1                           | 81.5                           | 83.8                           | 83.8                           | 85.5                           | 79.6                           |
| ------------------------------------------ | ------------------------------ | ------------------------------ | ------------------------------ | ------------------------------ | ------------------------------ | ------------------------------ | ------------------------------ | ------------------------------ | ------------------------------ | ------------------------------ | ------------------------------ | ------------------------------ | ------------------------------ |

## Культура і туризм
У декількох хвилинах пішки на схід від центру міста знаходиться культурний центр (міський театр і концертний зал) і міський парк. У театрі Санкт-Галлена можна побачити сучасні та класичні вистави, оперні постановки, балет, оперету, мюзикли. У міському концертному залі проходять концерти симфонічного оркестру Санкт-Галлена і численні гастрольні концерти. У місті також є ляльковий театр, в якому можна побачити спектаклі для дітей і для дорослих.
У безпосередній близькості від театру і концертного залу розташовані три музеї: Історичний музей (музей історії та етнографії), в якому представлені експозиції з історії та культури міста і кантону, Музей образотворчих мистецтв, де можна ознайомитися з колекціями живопису і скульптури XIX—XX століть, а також Музей природознавства. Історичний музей є одним з найстаріших музеїв Швейцарії, він заснований Іоганном Крістофом Кунклером в 1873—1877 рр. Крім цього, в місті є художня галерея сучасного мистецтва і Текстильний музей, в якому представлені експозиції про розвиток текстильної промисловості в Санкт-Галлені, різні зразки тканин і вишивки.
Велика кількість туристів приїжджає в Санкт-Галлен, щоб побачити пам'ятки історії та культури, включені до переліку об'єктів всесвітньої спадщини ЮНЕСКО: монастирську церкву XVIII століття в стилі бароко, а також бібліотеку монастиря святого Галла, в якій зберігаються стародавні рукописи починаючи з VIII століття, в тому числі рукопис «Пісні про Нібелунгів». На південь від монастиря фунікулерна дорога веде в приміську зону відпочинку, звідки в гарну погоду відкривається вид на місто, Боденське озеро і на німецький берег.
Інтерес для туристів представляють також будівлі історичної частини міста, прикрашені численними еркерами і різьбленням по дереву, будівля найдавнішого у Швейцарії банку Вегелін, заснованого в 1741 році, а також критий басейн, побудований в 1906 році за системою французького інженера-будівельника Франсуа Еннебіка.
У місті розташована відома приватна школа-інтернат Institut auf dem Rosenberg і університет.

### Музеї
- Музей авіації (Fliegermuseum)
- Історичний музей (Historisches Museum Prestegg)
- Музей Амден (Museum Amden)
- Музей Ortsmuseum Andwil
- Музей Heimatmuseum Balgach
- Музей ковальської справи (Toggenburger Schmiede-und Werkzeugmuseum)
- Будинок «До Торггел» (Haus zum Torggel)
- Музей Ortsmuseum Bϋtschwil
- Музей Heimatmuseum der Albert Edelmann-Stiftung
- Ortsmuseum Lindengut

## Відомі особистості
У місті народився:
- Гаральд Гамперле (* 1968) — швейцарський футболіст.